# Веса Пуховска
Веса Темелкова Пуховска е българска драматична актриса.

## Биография
Родена е в Кичево през 1901 г. От 1923 до 1947 г. играе на сцената на Варненски общински театър. Почива през юни 1949 г. в София.

## Роли
Веса Пуховска играе множество роли, по-значимите са:
- Баба Неделя – „Свекърва“ от Антон Страшимиров
- Баба Гицка – „Големанов“ от Ст. Л. Костов
- Хаджиева – „Златната мина“ от Ст. Л. Костов
- Стана – „Когато слушаш хората“ от Бранислав Нушич
- Галчиха – „Без вина виновни“ от Александър Островски[1]